# Carex fissa
Carex fissa är en halvgräsart som beskrevs av Kenneth Kent Mackenzie. Carex fissa ingår i släktet starrar, och familjen halvgräs.

## Underarter
Arten delas in i följande underarter:
- C. f. aristata
- C. f. fissa